# 시카고 계획
시카고 계획(영어: Chicago plan)은 1933년 미국 시카고 대학교 경제학자들이 미국의 화폐 및 은행 시스템 개혁을 위한 포괄적인 계획으로 제안했다. 대공황은 부분적으로 민간 은행의 과도한 융자로 인해 발생했으므로, 이 계획은 민간 은행의 신용 창출 방식인 부분준비은행제도를 폐지할 것을 제안했다. 통화 창출의 중앙 집중화는 통화량의 호황과 불황을 막을 것이다. 미국 의회에는 시카고 계획과 관련된 여러 법안이 있다. 대침체 이후, 이 계획은 2012년 국제 통화 기금의 연구 논문에서 업데이트되었다.

## 배경

### 광란의 20년대
미국의 경제 성장을 특징짓는 시기인 광란의 20년대는 투기와 과도한 융자로 점철되었다. 자유방임 경제 정책 하에서, 느슨한 대출 관행은 거품을 부추겼다.
이러한 환경에서, 주식시장 투기꾼들은 레버리지를 사용하여 마진으로 주식을 매수했다. 소비자들은 할부 계획과 소비자 대출을 통해 신용에 쉽게 접근할 수 있었고, 이는 소비와 생산의 성장을 더욱 부추겼다.
급격한 경제 확장은 상품과 서비스의 과잉 공급으로 이어졌다.

### 대공황
1929년 월스트리트 대폭락과 함께 대공황이 시작되었다. 연방준비제도 이사회(FRB)의 통화 통제는 모든 12개 연방준비은행이 이사회 동의 없이 공개시장운영을 수행할 수 있었기 때문에 간접적이었다. 자본 준비금이 부족한 은행들은 대출 불이행이나 시장 변동으로 인한 잠재적 손실을 흡수할 수 없었다. 광범위한 뱅크런은 전국적인 은행 휴업으로 절정에 달했다.
1933년 긴급은행법은 1933년 3월 9일 재개 기준을 설정하기 위해 제정되었다. 예금보험에 대한 대중의 요구가 증가했다.

## 이론적 토대

### 내생적 통화 창출 대 외생적 통화 창출
시카고 계획은 통화 이론의 근본적인 문제, 즉 통화 창출이 내생적 통화 (민간 부문 신용 수요에 의해 주도되는)여야 하는지 아니면 외생적 (정부 당국에 의해 통제되는)여야 하는지를 다루었다. 부분준비은행제도 하에서는 통화 창출이 내생적이다. 은행은 대출을 통해 돈을 창출하며, 통화 공급은 신용 수요와 은행 대출 결정에 따라 변한다.
시카고 경제학자들은 내생적 통화 창출이 통화 공급을 경기 순환과 투기 활동에 연결시켰기 때문에 불안정성에 기여한다고 주장했다. 확장기에는 은행이 신용과 통화 공급을 늘렸고, 수축기에는 신용 감소가 통화 공급을 줄였다. 그들은 이러한 경기순응적 행위가 통화 시스템을 불안정성의 원천으로 만들었다고 주장했다.
시카고 계획은 요구불 예금에 대해 100% 준비금을 요구함으로써 통화 창출을 외생적으로 만들 것을 제안했다. 정부 통화 당국만이 새로운 통화를 창출하며, 이 통화는 자기자본으로 조달된 기관을 통해 대출될 것이다. 이는 통화 창출과 신용 할당을 분리하여 각 기능이 독립적으로 작동하도록 할 것이다.

### 통화 및 신용 기능의 분리
시카고 계획은 통화 창출과 신용 할당이 서로 다른 경제적 기능을 수행하며 분리되어야 한다는 전제에 기반을 두었다. 옹호자들은 통화 창출이 물가 수준, 고용, 경제 안정성을 통해 전체 경제에 영향을 미치는 반면, 신용 할당은 위험 평가 및 수익 기대에 기반한 시장 원리에 의해 결정되어야 한다고 주장했다.:7
지지자들은 이러한 기능을 결합하는 것이 체계적인 문제를 야기한다고 믿었다. 은행은 돈을 창출할 유인(이자 차이를 통한 수익)은 있지만 신용을 효율적으로 할당할 유인은 반드시 없기 때문이다.:21 확장기에는 수익성 있는 대출 기회가 통화 창출을 장려했으며, 수축기에는 위험 회피로 인해 신용 수축이 통화 공급을 감소시켰다.
이 계획은 자기자본으로 조달된 투자 신탁이 통화 창출 권한 없이 신용 할당을 처리할 것을 제안했다.:6 이 기관들은 은행과 달리 손실이 예금 인출을 통해 시스템 위기를 촉발할 수 있는 것과 달리, 손실이 주주들에게 직접 영향을 미치기 때문에 시장 규율에 직면할 것이다.:21

### 화폐수량설과 물가 수준 안정성
시카고 계획은 물가 수준이 경제 생산량 대비 통화 공급에 의해 결정된다는 화폐수량설을 반영했다. 지지자들은 부분 준비금 제도 하에서 통화 공급이 신용 주기와 함께 변동하여 호황기에는 인플레이션을, 불황기에는 디플레이션을 야기하여 장기적인 경제 계획을 어렵게 한다고 주장했다.:53-4
옹호자들은 100% 준비금 제도를 통해 정부가 경제 생산량에 맞춰 안정적인 통화 공급 성장을 유지하여 물가 수준 안정성을 달성할 수 있다고 주장했다. 이는 시장이 자원 할당에서 기능하도록 허용하면서 경기 순환의 통화적 원인을 제거하는 것을 목표로 할 것이다.

## 제안

### 시카고 계획의 주요 내용
주요 내용은 수표 지급에 해당하는 예금에 대해 100% 준비금을 요구하여 "민간 대출 활동을 통한 실효 통화의 창출과 파괴를 불가능하게 하는" 것이었다. 다시 말해, 이 계획은 돈의 발행과 대출을 분리하는 것을 구상했다. 저자들에 따르면, 이는 은행 대출이 확장되거나 축소될 때 통화 공급이 주기적으로 변동하는 것을 막을 것이다. 또한, 지급 시스템은 완벽하게 안전해질 것이다. 1929-1933년과 같은 대규모 통화 수축은 다시는 발생하지 않을 것이다.

### 이행 메커니즘
전환을 위해 정부는 현재 준비금과 필요한 100% 준비금의 차액에 해당하는 은행 자산을 매입할 것이다. 은행들은 새로운 요구 사항을 충족하기 위해 정부 채권이나 현금과 교환하여 부분 준비금 특권을 포기할 것이다. 기존 대출은 자기자본으로 조달된 투자 신탁으로 이전되거나 점진적으로 청산될 것이다.:6
이후 통화 당국은 자체 대출 또는 지출 운영을 통해 통화 공급을 직접 통제할 것이다. 새로운 통화 창출은 은행 수익성보다는 경제적 고려 사항에 기반을 둘 것이며, 잠재적으로 경기 대응적인 통화 정책을 허용할 것이다.

### 다른 완전준비금 계획과의 주요 차이점
그러나 커리(Currie)와 피셔(Fisher)와 같은 다른 완전준비금 옹호자들은 상업은행이 예금에서 대출을 할 수 있도록 허용했지만, 이는 수표로 양도할 수 없어야 했다. 피셔는 1936년에 은행들이 돈을 빌려줄 수 있지만, "이제 그들이 빌려줄 돈을 만들도록 허용해서는 안 된다"고 말했다.
시카고 계획은 종종 다른 완전준비금 계획(피셔의 계획 등)과 유사하게 여겨지지만, 예를 들어 은행 중개와 관련하여 몇 가지 중요한 차이점이 있었다. 시카고 계획은 요구불 예금에 완전준비금을 부과할 뿐만 아니라, 부분준비은행제도 자체를 더욱 폐지하여 은행이 더 이상 저축 예금에서 대출을 할 수 없게 하고, 자기자본으로 조달된 투자 신탁이 대출 기능을 대신하도록 했다.
시카고 계획의 중요한 동기는 은행 부문의 국유화를 막는 것이었다. 대공황의 맥락에서 일부 사람들은 이를 현실적인 가능성으로 보았다. 이러한 우려는 피셔도 공유했다. "요컨대: 돈은 국유화하되, 은행은 국유화하지 말라."

## 경제 분석 및 논쟁

### 이론적 장점
지지자들은 시카고 계획이 여러 이점을 제공할 것이라고 주장했다. 첫째, 예금은 준비금으로 완전히 뒷받침되기 때문에 뱅크런이 사라질 것이다. 둘째, 신용 주기와 통화 공급 간의 연결을 제거함으로써 통화 불안정성을 줄일 것이다. 셋째, 정부 예금보험의 필요성을 없애고 투기적 대출을 줄임으로써 공공 및 민간 부채를 모두 줄일 것이다.
이 계획은 또한 중앙 당국이 통화 공급을 직접 통제할 수 있게 함으로써 통화 정책의 효율성을 잠재적으로 향상시킬 수 있을 것이다. 정책 변화에 예측 가능하게 반응하지 않을 수 있는 은행 중개인을 통해 작동하는 대신, 통화 당국이 정책을 직접 실행할 수 있을 것이다.
2012년 국제 통화 기금 경제학자 야로미르 베네슈와 마이클 쿰호프의 경제 모델링은 이 계획이 경제 성장을 유지하면서 경제 변동성을 줄일 수 있음을 시사했다. 그들의 분석은 통화 창출의 호황-불황 주기를 제거하는 것이 전반적인 경제를 안정시킬 것이라고 밝혔다.

### 이론적 비판 및 한계
비평가들은 몇 가지 근본적인 반론을 제기했다. 첫째, 금융 혁신은 통화의 좁은 측정치 외부에 새로운 형태의 "준화폐"를 창출할 수 있다. 전통적인 은행 업무가 제한될 때 머니 마켓 펀드, 기업어음 및 기타 혁신이 신용 수요를 충족시키기 위해 등장했다.
둘째, 이 계획이 모든 대출에 대해 자기자본 조달을 강조하는 것은 비효율성을 초래할 수 있다. 비평가들은 부채 조달이 전문적인 위험 평가를 허용하고 생산적인 투자에 대한 레버리지를 가능하게 함으로써 중요한 경제적 기능을 수행한다고 주장했다. 순수 자기자본 조달은 신용 가용성을 줄이거나 비용을 증가시킬 수 있다.
셋째, 이 계획은 통화 창출과 신용 할당을 분리하면 두 기능이 모두 향상될 것이라고 가정했다. 비평가들은 은행의 지역 지식과 관계 기반 대출이 통화 불안정성을 동반하더라도 중앙 집중식 신용 할당보다 우수할 수 있다고 주장했다.

### 실제 구현 문제
100% 준비금으로의 전환은 상당한 실제적인 장애물에 직면할 것이다. 정부는 대량의 은행 자산을 매입해야 할 것이며, 이는 은행에 혼란을 줄 수 있다. 정기 및 저축 예금주에 대한 보호는 줄어들 수 있다.
금융 시장은 아마도 우회로를 개발할 것이다. 헨리 사이먼스 자신도 이 문제를 인식하고, 100% 준비금만으로는 금융 시장이 법적 제약을 우회할 수 있는 세상에서는 충분하지 않을 것이라고 언급했다.:18 그림자 금융 시스템, 유동화 및 기타 금융 혁신은 이러한 경향을 지속적으로 보여주었다.
이동성 자본이 국가적 제한을 우회할 수 있기 때문에 국제적 협력이 필수적일 것이다. 전 세계적으로 시행되지 않으면 이 계획은 단순히 통화 창출을 역외 또는 규제되지 않는 기관으로 옮겨갈 수 있다.

### 정치 경제적 장애물
이 계획은 은행 업계의 지속적인 정치적 반대에 직면했다. 은행 업계는 이 계획이 자신들의 사업 모델을 위협한다고 보았다. 미국 은행가 협회(ABA)는 "은행에 대한 정치적 통제"를 경고하고 입법 제안에 반대하는 운동을 벌였다. 은행의 정치적 영향력과 경제적 중요성이 결합되어 포괄적인 개혁은 정치적으로 어려웠다.
계획의 복잡성 또한 정치적 지지를 저해했다. 예금보험과 같은 단순한 개혁과 달리, 시카고 계획은 통화 이론에 대한 광범위한 대중 교육을 필요로 했다. 정치인들은 근본적인 구조적 문제를 다루기보다는 가시적인 증상(뱅크런)을 해결하는 조치를 지지하는 것이 더 쉽다고 판단했다.
제2차 세계 대전 중 경제 회복은 근본적인 개혁에 대한 압력을 줄였다. 예금보험이 뱅크런을 막는 데 성공하면서 시카고 계획이 다루던 가장 가시적인 문제가 해결되었고, 이는 보다 포괄적인 변화에 대한 정치적 추진력을 약화시켰다.

## 역사

### 기원 (1933년)
프레더릭 소디는 1926년 저서에서 거래 예금에 대해 100% 준비금을 제안했다. 시카고 대학교의 자유방임주의 옹호자인 프랭크 나이트는 그의 서평에서 다음과 같이 썼다.
이 책의 실천적 논지는 분명히 비정통적이지만, 우리의 견해로는 매우 중요하고 이론적으로도 옳다. 추상적으로 보면 (a) 공공 기관이 무시할 만한 비용으로 할 수 있고, (b) 그 효과가 단순히 물가 수준을 올리는 것이므로 전혀 할 필요가 없으며, (c) 중요한 악영향, 특히 전체 경제 시스템의 끔찍한 불안정성과 주기적인 위기로 인한 붕괴가 신용 구조의 가변성과 불확실성과 크게 관련되어 있거나 직접적인 영향이므로 사회가 상업은행 시스템에 교환 매개체의 양을 몇 배로 늘리는 대가로 "이자"를 지불하는 것은 불합리하고 터무니없다.
시카고 계획은 헨리 사이먼스, 가필드 콕스, 아론 디렉터, 폴 더글러스, 앨버트 G. 하트, 프랭크 나이트, 로이드 민츠, 헨리 슐츠를 포함한 시카고 대학교 경제학자들에 의해 제안되었다.
은행 개혁에 관한 6페이지 분량의 비망록이 1933년 3월 16일 약 40명에게 한정적이고 기밀로 배포되었다. 이 계획은 프랭크 H. 나이트, 폴 H. 더글러스, 헨리 C. 사이먼스와 같은 저명한 경제학자뿐만 아니라 로이드 민츠, 헨리 슐츠, 가필드 V. 콕스, 아론 디렉터, 앨버트 G. 하트의 지지를 받았다.
1933년 3월과 11월 사이에 시카고 경제학자들은 여러 개인으로부터 자신들의 제안에 대한 의견을 받았고, 1933년 11월에 또 다른 비망록이 작성되었다. 이 비망록은 13페이지로 확장되었고, "통화 관리의 장기 목표"에 대한 보충 비망록(7페이지)과 "은행 및 경기 순환"이라는 부록(6페이지)이 첨부되었다.
이 비망록들은 의원들 사이에서 많은 관심과 논의를 불러일으켰다. 그러나 요구불 예금에 대한 완전준비금 부과와 같은 제안된 개혁은 보류되었고 덜 급진적인 조치로 대체되었다. 1935년 은행법은 연방 예금 보험과 상업 은행 및 투자 은행의 분리를 제도화했다. 이는 은행 시스템에 대한 대중의 신뢰를 성공적으로 회복시켰고 은행 개혁에 대한 논의를 종식시켰다.

### 수용
시카고 계획은 일주일 안에 헨리 A. 월리스에 의해 프랭클린 D. 루스벨트 대통령에게 제출되었다. 루스벨트 대통령은 1934년에 건전하고 적절한 통화 시스템을 구축하기 위한 법안을 의회에 요청했다.
수표 예금에 대한 완전 준비금이라는 이 아이디어는 1930년대에 하버드의 라우클린 커리와 예일의 어빙 피셔를 포함한 다른 경제학자들에 의해 지지되었다. 이 개혁 아이디어의 최근 변형은 "협의의 은행업" 제안에서 찾을 수 있다.
미국 은행가 협회(ABA)는 "은행에 대한 정치적 통제"를 경고하고 더 급진적인 변화를 우려했다.

## 입법 노력
의회는 1933년 6월 16일 1933년 은행법을 통과시켜 연방 예금 보험 공사(FDIC)를 설립하고 글래스-스티갈법을 통해 상업 은행과 투자 은행을 분리했다.

### 대안 제안
1934년, 토머스 앨런 골즈보로는 유일하게 법정 통화를 발행할 수 있는 연방 통화 당국을 창설하는 HR 7157/8780 법안을 발의했다. 라우클린 커리는 지점 은행을 허용하는 것 외에는 시카고 계획과 본질적으로 동일한 계획을 제안했고, 이는 재무부 고문뿐만 아니라 중요한 통화 시스템 변화를 지지하는 전문가들로부터 지지를 얻었다.

### 1935년 법안
브론슨 M. 커팅 상원의원은 시카고 계획의 개요에 기반한 S 3744 법안을 발의했다. 라이트 팻먼 하원의원은 동반 법안 H.R. 9855를 제출했다. 불행히도 커팅은 1935년 5월 6일에 사망했다.
1935년 7월, 제럴드 나이 상원의원은 100% 준비금과 중앙 통화 당국을 포함한 시카고 계획의 요소를 통합한 대체 법안을 제안했다.
1935년 은행법은 1935년 8월 19일에 통과되었다. 여기에는 100% 준비금이 포함되지 않았다. 제이컵 바이너와 다른 경제학자 및 정치인들은 이것이 개혁의 첫 단계라고 믿었다.

### 통화 개혁을 위한 프로그램 (1939년)
미국이 1937–1938년 불황에 진입하면서 시카고 계획의 핵심 요소에 대한 논의가 재개되었고, 1939년 7월 "통화 개혁을 위한 프로그램"이라는 새로운 제안이 초안되었다. 초안 문서는 표지에 폴 H. 더글러스, 어빙 피셔, 프랭크 D. 그레이엄, 얼 J. 해밀턴, 윌포드 I. 킹, 찰스 R. 휘틀시 등 6명의 미국 경제학자에게 귀속되었다. 이 문서는 157개 대학의 경제학자 235명이 초안을 승인했으며, 40명은 "유보적인 승인"을, "43명은 반대 의견"을 표명했다고 주장했다.
이 제안은 출판되지 않았다. 이 문서의 사본은 예일 대학교 도서관에 있다. 첫 페이지와 마지막 페이지 하단에 "LIBRARY –  COLORADO STATE COLLEGE OF A. & M. A. –  FORT COLLINS COLORADO"가 찍힌 문서 사본은 제5회 아메리칸 통화 연구소 통화 개혁 회의(2009)에서 유포되었으며, 이미지는 인터넷에 표시하기 위해 스캔되었다.
시카고 계획은 정부에 제출되었지만 법으로 제정되지는 않았다.

### 통화 안정화 및 부채 감축법 1945
1937–1938년 불황 이후, 제리 보어히스는 100% 준비금의 필요성을 주장했다. 1941년, 미국 경제는 제2차 세계 대전으로 과열되었다. 1945년, 보어히스는 통화 당국을 설립하기 위한 HR 3648 법안을 발의했다. 제리 보어히스는 1946년에 리처드 닉슨에게 패배했다.

### IMF의 시카고 계획 재검토 (2012년)
2012년 8월, 국제 통화 기금(IMF)이 야로미르 베네슈와 마이클 쿰호프의 연구 논문을 발표한 후, 이 제안은 다시 주목받았다. 이 논문에서 저자들은 오늘날의 경제에 맞게 원래의 시카고 계획 제안을 업데이트했다. 저자들에 따르면, 이러한 시스템의 장점은 현재 시스템의 호황과 불황 없이 더 균형 잡힌 경제, 뱅크런의 제거, 그리고 공공 및 민간 부채의 급격한 감소이다. 저자들은 경제 이론과 역사적 사례에 의존하며, 그들의 계산에 따르면 인플레이션은 매우 낮을 것이라고 명시한다.

## 비판
2019년에 이 논문에 대해 질문받았을 때 크리스틴 라가르드(논문 발표 당시 IMF 총재)는 "민간 은행의 '광의 통화' 공급 역할을 없애는 것이 좋은 생각이라고 확신하지 못한다"고 말했다.

## 같이 보기
- 이슬람 금융
- 완전준비은행제도
- 신용 창출
- NEED Act
- 기술관료제 운동

## 참고 문헌
- Douglas, Paul H.; Hamilton, Earl J.; Fisher, Irving; King, Willford I.; Graham, Frank D.; Whittlesey, Charles R. (July 1939), A Program for Monetary Reform (original scanned PDF), (transcript text here), archived from the original (PDF) on 26 July 2011